# Dolichopeza (Trichodolichopeza) dorsoprojecta
Dolichopeza (Trichodolichopeza) dorsoprojecta is een tweevleugelige uit de familie langpootmuggen (Tipulidae). De soort komt voor in het Afrotropisch gebied.